# اوروسو
اوروسو (به اسپانیایی: Oroso) یکی از دهستان‌های اسپانیا است.

## خصوصیات
اوروسو ۷۲٫۳۸ کیلومترمربع مساحت و ۶٬۱۵۵ نفر جمعیت دارد.